# Dragan Dojčin
Dragan Dojčin (en serbe cyrillique : Драган Дојчин ; né le 22 janvier 1976 à Zemun) est un joueur serbe de basket-ball. Il mesure 2,04 m et joue actuellement au poste d'ailier fort au TBB Trier en Allemagne.